# Wygranka (województwo lubelskie)
Wygranka – wieś w Polsce położona w województwie lubelskim, w powiecie ryckim, w gminie Kłoczew.
| SIMC    | Nazwa    | Rodzaj    |
| ------- | -------- | --------- |
| 0674508 | Kosiny   | część wsi |
| 0674514 | Saturnia | część wsi |
| 0674520 | Serwatka | część wsi |

W latach 1975–1998 miejscowość administracyjnie należała do województwa siedleckiego.
Wieś jest sołectwem w gminie Kłoczew. Według Narodowego Spisu Powszechnego z roku 2011 wieś liczyła 83 mieszkańców.
Wierni Kościoła rzymskokatolickiego należą do parafii Zwiastowania Najświętszej Maryi Panny w Żelechowie.